# Raimondo Craveri
Raimondo Craveri (Torino, 1912 – Roma, 16 ottobre 1992) è stato uno storico, politico e antifascista italiano.

## Biografia
Genero di Benedetto Croce (avendone sposato la figlia Elena), fu tra i fondatori del Partito d'Azione. 
Durante il fascismo fu assunto da Raffaele Mattioli con altri intellettuali e politici - tra cui Carlo Emilio Gadda e Ugo La Malfa - nell'ufficio studi della Banca Commerciale Italiana. 
Dopo l'8 settembre 1943, è a Salerno, dove, con Alberto Tarchiani e Alberto Cianca, e con l'avallo di Croce, tenta di dare vita a iniziative di fiancheggiamento tra Resistenza italiana ed esercito angloamericano.
Nel dopoguerra fonda la rivista Lo spettatore italiano.
Dal suo matrimonio con Elena Croce sono nati i figli Piero e Benedetta.

## Opere
Tra i suoi numerosi libri si segnala il Voltaire: politico dell'illuminismo (Torino, Einaudi, 1937), primo storico numero della collana "Saggi".